# General of the Air Force

Schulterklappen des General of the Air Force

General of the Air Force, oder informell Fünf-Sterne-General, ist der höchste Rang in der US Air Force und wurde in dieser Form nur an eine Person vergeben. Er entspricht dem Rang eines Feldmarschalls der Wehrmacht und hat den NATO-Rangcode OF-10.
Vergleichbare Ränge existieren ebenfalls in den Armeen von Russland (und der Sowjetunion), Frankreich und einigen anderen Ländern – siehe: Marschall. Das Äquivalent der US Navy ist der Fleet Admiral, bei der US Army der General of the Army.

## Vereinigte Staaten

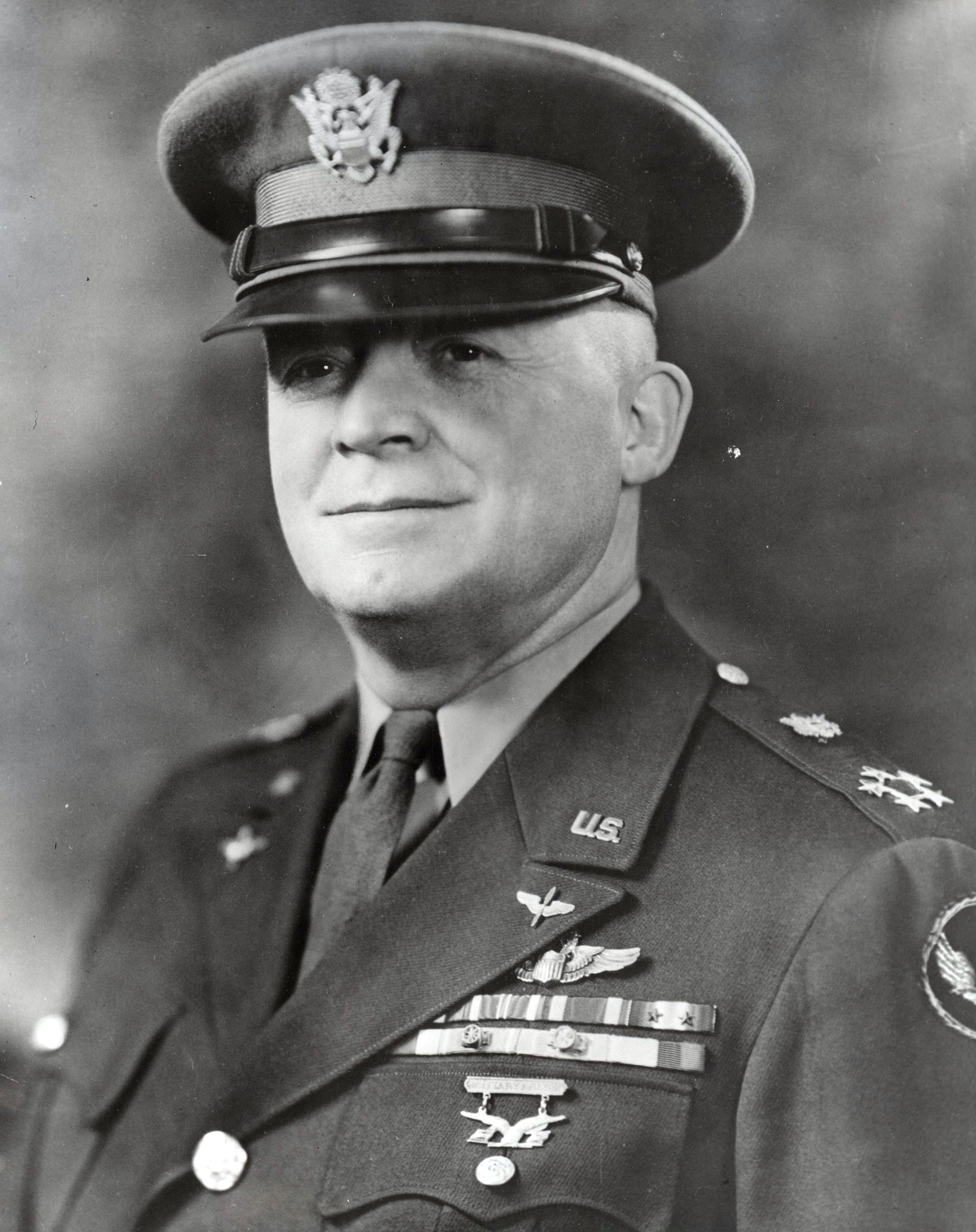
Henry H. Arnold

Einziger Inhaber des Dienstgrades – für den selbiger auch geschaffen wurde – war Henry H. Arnold. Arnold war unter dem Chief of Staff of the Army George C. Marshall seit 1940 der Kommandeur der US Army Air Forces, den damaligen Luftstreitkräften der US-Streitkräfte, die erst 1947 eine unabhängige Teilstreitkraft wurden. Am 14. Dezember 1944 schuf der US-Kongress durch das Public Law 482 den Dienstgrad des General of the Army, der schließlich am 23. März 1946 endgültig gesetzlich verankert wurde. Dieser Fünf-Sterne-Dienstgrad war notwendig um in der transatlantischen Zusammenarbeit den britischen Field Marshals und dem Marshal of the Royal Air Force rangmäßige Äquivalente gegenüberstellen zu können. Arnold wurde am 21. Dezember 1944 zum General of the Army ernannt und schied 1946 aus dem Dienst aus. Nachdem die US-Luftstreitkräfte seit 1947 eine eigenständige Teilstreitkraft in Form der US Air Force bildeten, bewilligte der US-Kongress den Dienstgrad eines General of the Air Force, der am 7. Mai 1949 an den pensionierten Henry Arnold verliehen wurde. Arnold war seitdem der einzige Inhaber dieses Dienstgrades. Er verstarb am 15. Januar 1950.
Die Insignien des Fünf-Sterne-Generals sind fünf in einem pentagonalen Muster angeordnete Sterne, deren Ecken sich berühren. Darüber befindet sich das Große Staatssiegel der Vereinigten Staaten.

## NATO-Staaten
In der französischen Armée de l’Air trägt ein Général d’armée airienne fünf Sterne, ist aber dem General in anderen Armeen gleichgestellt.
In der britischen Royal Air Force gibt es den Marshal of the Royal Air Force, in der italienischen Aeronautica Militare den Generale d’Armata Aerea die dem General of the Air Force entsprechen. Diese werden nur im Kriegsfall vergeben.
Im spanischen Ejército del Aire gibt es  den Capitán General und in der türkischen Hava Kuvvetleri den Mareşal, die ebenfalls dem NATO-Rangcode OF-10 angehören.